# Historia del aluminio

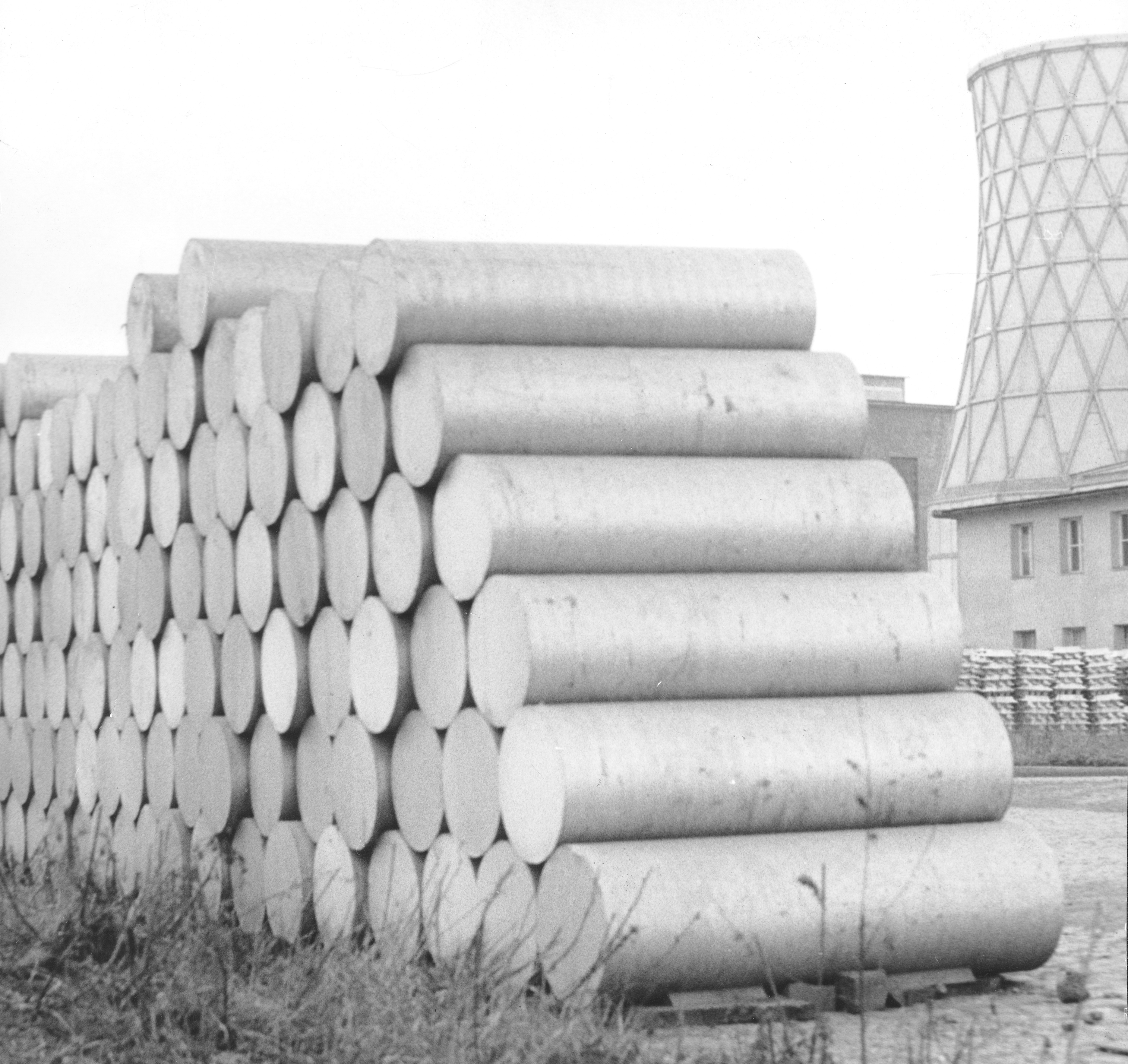
Palanquillas de extrusión de aluminio en Yugoslavia, 1968.

El aluminio es un metal muy raro en su forma nativa, y el proceso para refinarlo a partir de minerales es complejo, por lo que durante la mayor parte de la historia de la humanidad fue desconocido. Sin embargo, el compuesto alumbre se conoce desde el siglo V a. C. y los antiguos lo utilizaban mucho para teñir. Durante la Edad Media, su uso para teñir lo convirtió en una materia prima de comercio internacional. Los científicos del Renacimiento creían que el alumbre era una sal de una nueva tierra; durante el Siglo de las Luces, se estableció que esta tierra, la alúmina, era un óxido de un nuevo metal. El descubrimiento de este metal fue anunciado en 1825 por el físico danés Hans Christian Ørsted, cuyos trabajos fueron ampliados por el químico alemán Friedrich Wöhler.
El aluminio era difícil de refinar y, por tanto, poco común en el uso real. Poco después de su descubrimiento, el precio del aluminio superó al del oro. Sólo se redujo tras el inicio de la primera producción industrial por el químico francés Henri Étienne Sainte-Claire Deville en 1856. El aluminio se hizo mucho más accesible al público con el proceso Hall-Héroult, desarrollado de forma independiente por el ingeniero francés Paul Héroult y el ingeniero estadounidense Charles Martin Hall en 1886, y el proceso Bayer, desarrollado por el químico austriaco Carl Joseph Bayer en 1889. Estos procesos se han utilizado para la producción de aluminio hasta la actualidad.
La introducción de estos métodos para la producción masiva de aluminio propició el uso generalizado de este metal ligero y resistente a la corrosión en la industria y la vida cotidiana. El aluminio empezó a utilizarse en ingeniería y construcción. En la Primera y Segunda Guerras Mundiales, el aluminio fue un recurso estratégico crucial para la aviación. La producción mundial del metal pasó de 6.800 toneladas métricas en 1900 a 2.810.000 toneladas métricas en 1954, cuando el aluminio se convirtió en el metal no ferroso más producido, superando al cobre.
En la segunda mitad del siglo XX, el aluminio se empezó a utilizar en el transporte y el embalaje. La producción de aluminio se convirtió en una fuente de preocupación debido a su efecto sobre el medio ambiente, y el reciclaje del aluminio ganó terreno. El metal se convirtió en una mercancía de cambio en la década de 1970. La producción empezó a desplazarse de los países desarrollados a los países en desarrollo; en 2010, China había acumulado una cuota especialmente grande tanto en la producción como en el consumo de aluminio. La producción mundial siguió aumentando hasta alcanzar 58.500.000 toneladas métricas en 2015. La producción de aluminio supera la de todos los demás metales no ferrosos juntos.

## Historia antigua
«Hoy os traigo la victoria sobre los turcos. Cada año arrancan a los cristianos más de trescientos mil ducados por el alumbre con el que teñimos la lana, ya que éste no se encuentra entre los latinos sino en muy pequeña cantidad. [...] Sin embargo, he encontrado siete montañas tan ricas en este material que podrían abastecer a siete mundos. Si dais órdenes de contratar obreros, construir hornos y fundir el mineral, proveeréis a toda Europa de alumbre y los turcos perderán todos sus beneficios. En lugar de eso, se acumularán para ti...»

Giovanni da Castro a su padrino el papa Pío II en 1461, tras descubrir una rica fuente de alumbre en Tolfa, cerca de Roma

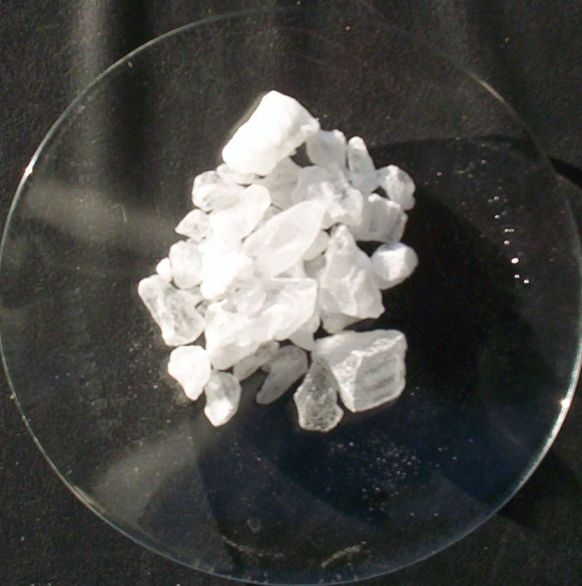
Cristales de alumbre, cuya forma natural ya era conocida por los antiguos.

La historia del aluminio está marcada por el uso de su compuesto, el alumbre. La primera mención escrita del alumbre se remonta al siglo V a. C., por el historiador griego Heródoto. Los antiguos lo utilizaban como mordiente para teñir, en medicina, en el fresado químico y como revestimiento ignífugo de la madera para proteger las fortalezas de los incendios provocados por el enemigo. El aluminio metálico era desconocido. El escritor romano Petronio menciona en su novela Satyricon que se había presentado al emperador un vaso poco común: tras arrojarlo al pavimento, no se rompió sino que sólo se deformó. Se devolvió a su forma anterior utilizando un martillo. Tras enterarse por el inventor de que nadie más sabía cómo producir este material, el emperador mandó ejecutar al inventor para que no disminuyera el precio del oro. Otras versiones de esta historia fueron mencionadas brevemente en la Historia natural del historiador romano Plinio el Viejo (quien señaló que la historia «había sido una corriente por frecuente repetición, más que auténtica») y en la Historia romana del historiador romano Dion Casio. Algunas fuentes sugieren que este vidrio podría ser aluminio. Es posible que en China se produjeran aleaciones con aluminio durante el reinado de la primera dinastía Jin (266-420).
Tras las Cruzadas, el alumbre se convirtió en una mercancía de comercio internacional, y era indispensable en la industria textil europea. En la Europa católica se explotaban pequeñas minas de alumbre, pero la mayor parte procedía de Oriente Próximo. El alumbre siguió comercializándose a través del Mediterráneo hasta mediados del siglo XV, cuando los otomanos aumentaron considerablemente los impuestos a la exportación. En pocos años se descubrió alumbre en gran abundancia en Italia. El Papa Pío II prohibió todas las importaciones procedentes de Oriente y utilizó los beneficios del comercio de alumbre para iniciar una guerra con los otomanos. Este alumbre recién descubierto desempeñó durante mucho tiempo un papel importante en la farmacia europea, pero los elevados precios fijados por el gobierno papal acabaron por hacer que otros estados iniciaran su propia producción. De esa manera, la extracción de alumbre a gran escala llegó a otras regiones de Europa en el siglo XVI.

## Naturaleza del alumbre

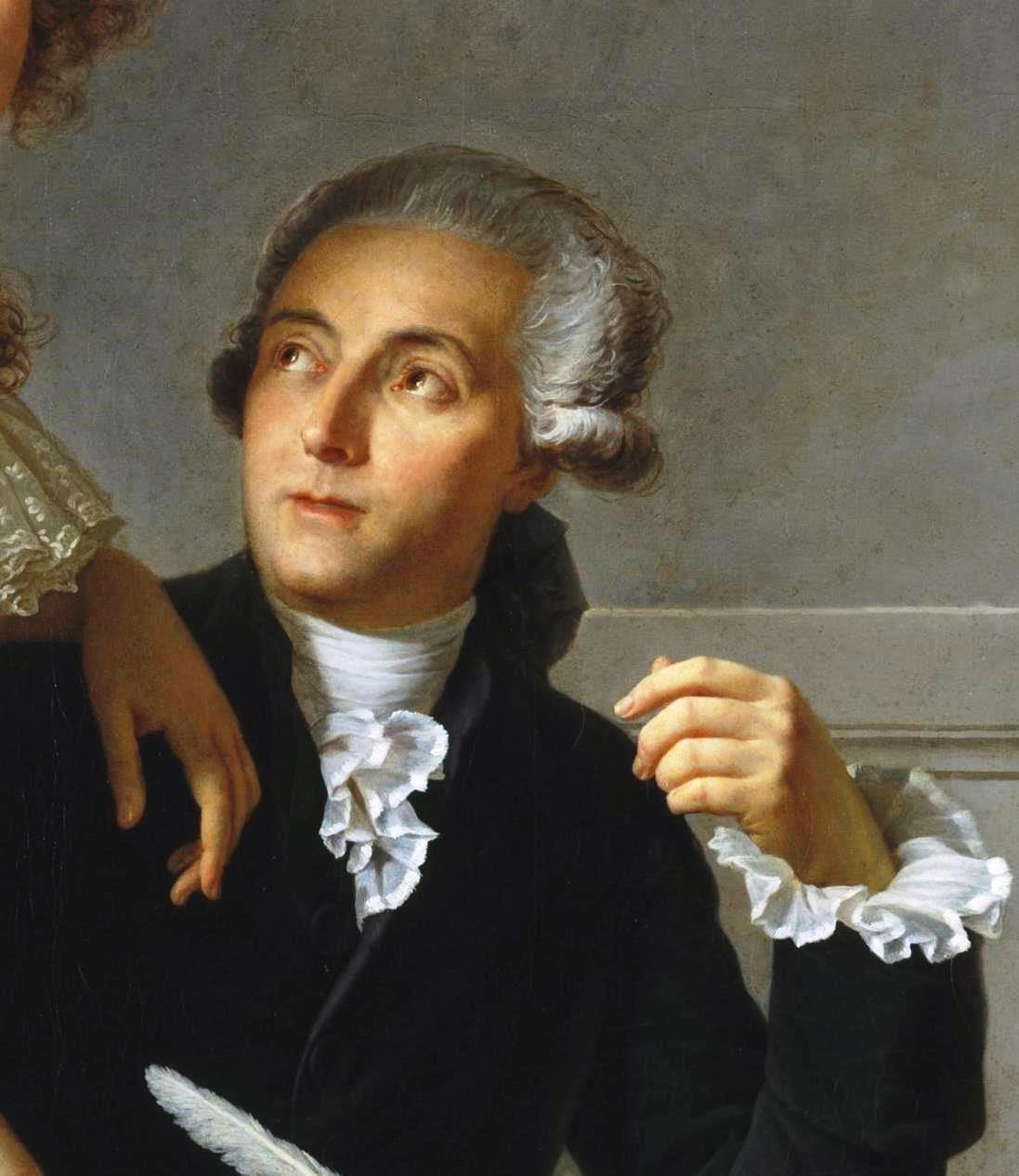
Antoine Lavoisier estableció que la alúmina era un óxido de un metal desconocido.

No me parece aventurado predecir que llegará un día en que la naturaleza metálica de la base de alumbre quedará incontestablemente demostrada.

El químico francés Théodore Baron d'Hénouville en 1760 en la Academia de Ciencias de París.
A principios del Renacimiento, la naturaleza del alumbre seguía siendo desconocida. Hacia 1530, el médico suizo Paracelso reconoció que el alumbre era distinto del vitriole (sulfatos) y sugirió que era una sal de una tierra. En 1595, el médico y químico alemán Andreas Libavius demostró que el alumbre y el vitriole verde y azul estaban formados por el mismo ácido pero diferentes tierras; para la tierra no descubierta que formaba el alumbre, propuso el nombre de «alúmina». El químico alemán Georg Ernst Stahl afirmó en 1702 que la base desconocida del alumbre era parecida a la cal o la creta; esta opinión errónea fue compartida por muchos científicos durante medio siglo. En 1722, el químico alemán Friedrich Hoffmann sugirió que la base del alumbre era una tierra distinta. En 1728, el químico francés Étienne Geoffroy Saint-Hilaire afirmó que el alumbre estaba formado por una tierra desconocida y ácido sulfúrico. El error de Geoffroy no fue corregido hasta 1785 por el químico y farmacéutico alemán Johann Christian Wiegleb, quien determinó que la tierra de alumbre no podía sintetizarse a partir de sílice y álcalis, lo cual es contrario a la creencia contemporánea. En 1739, el químico francés Jean Gello demostró que la tierra de arcilla y la tierra resultante de la reacción de un álcali sobre el alumbre eran idénticas. El químico alemán Johann Heinrich Pott demostró en 1746 que el precipitado obtenido al verter un álcali en una solución de alumbre era diferente de la cal y la creta.
El químico alemán Andreas Sigismund Marggraf sintetizó la tierra de alumbre hirviendo arcilla en ácido sulfúrico y añadiendo potasa en 1754. Se dio cuenta de que añadiendo sosa, potasa o un álcali a una solución de la nueva tierra en ácido sulfúrico se obtenía alumbre. Él describió a la tierra como alcalina, ya que había descubierto que se disolvía en ácidos al secarse. Marggraf también describió sales de esta tierra: cloruro, nitrato y acetato. En 1758, el químico francés Pierre Macquer escribió que la alúmina se parecía a una tierra metálica. En 1760, el químico francés Théodore Baron d'Hénouville expresó su confianza en que la alúmina era una tierra metálica.
En 1767, el químico sueco Torbern Bergman sintetizó el alumbre hirviendo alunita en ácido sulfúrico y añadiendo potasa a la solución. También sintetizó el alumbre como producto de la reacción entre sulfatos de potasio y tierra de alumbre, demostrando que el alumbre era una sal doble. En 1776, el químico farmacéutico sueco-alemán Carl Wilhelm Scheele demostró que tanto el alumbre como la sílice procedían de la arcilla y que el alumbre no contenía silicio. En 1782, el químico francés Antoine Lavoisier consideró que la alúmina era un óxido de un metal con una afinidad por el oxígeno tan fuerte que ningún agente reductor conocido podía superarla.
El químico sueco Jöns Jacob Berzelius sugirió la fórmula AlO3 para la alúmina en 1815. La fórmula correcta, Al2O3, fue establecida por el químico alemán Eilhard Mitscherlich en 1821; esto ayudó a Berzelius a determinar el peso atómico correcto del metal, 27.

## Aislamiento del metal

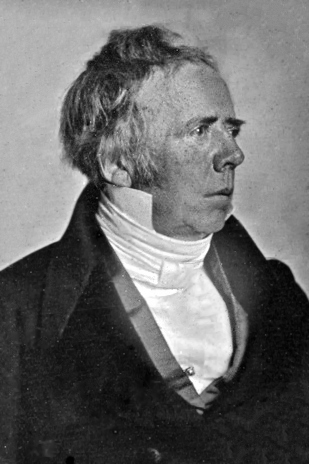
Hans Christian Ørsted, descubridor del aluminio.

Esta amalgama se separa rápidamente en el aire, y por destilación, en atmósfera inerte, da un trozo de metal que en color y brillo se parece algo al estaño.

El físico danés Hans Christian Ørsted en 1825, describiendo el aislamiento del aluminio en la Real Academia Danesa de Ciencias y Letras.
En 1760, el barón de Hénouville intentó reducir la alúmina a su metal. Él afirmó que había probado todos los métodos de reducción conocidos en la época, aunque sus métodos no se publicaron. Probablemente mezcló alumbre con carbono o alguna sustancia orgánica, con sal o sosa como fundente, y lo calentó en un fuego de carbón. Los químicos austriacos Anton Leopold Ruprecht y Matteo Tondi repitieron los experimentos de Baron en 1790, aumentando considerablemente las temperaturas. Ellos encontraron pequeñas partículas metálicas que creyeron que eran el metal buscado, pero experimentos posteriores de otros químicos demostraron que se trataba de fosfuro de hierro procedente de impurezas del carbón vegetal y las cenizas de hueso. El químico alemán Martin Heinrich Klaproth comentó en una réplica: «si existe una tierra que ha sido puesta en condiciones en las que debería revelarse su naturaleza metálica, si la tuviera, una tierra expuesta a experimentos adecuados para reducirla, probada en los fuegos más calientes por todo tipo de métodos, tanto a gran como a pequeña escala, esa tierra es ciertamente alúmina, y sin embargo nadie ha percibido aún su metalización».En 1794, Lavoisier y el químico francés Louis-Bernard Guyton de Morveau en 1795 fundieron alúmina hasta obtener un esmalte blanco en un fuego de carbón alimentado con oxígeno puro, pero no encontraron metal. El químico estadounidense Robert Hare fundió alúmina con un soplete de oxihidrógeno en 1802, obteniendo también el esmalte, pero siguió sin encontrar metal.
En 1807, el químico británico Humphry Davy electrolizó con éxito alúmina con pilas alcalinas, pero la aleación resultante contenía potasio y sodio, y Davy no tenía medios para separar el metal deseado de éstos. A continuación, calentó alúmina con potasio, formando óxido de potasio, pero fue incapaz de producir el metal buscado. En 1808, Davy puso en marcha otro experimento sobre la electrólisis de la alúmina, estableciendo que la alúmina se descomponía en el arco eléctrico, pero formaba metal aleado con el hierro; no pudo separar ambos. Finalmente, intentó otro experimento de electrólisis, tratando de recoger el metal sobre el hierro, pero de nuevo fue incapaz de separar el metal de éste. Davy sugirió que el metal se llamara alumium en 1808 y aluminio en 1812, dando lugar al nombre moderno. Otros científicos utilizaron la grafía aluminio; la primera grafía recuperó su uso en Estados Unidos en las décadas siguientes.
El químico estadounidense Benjamin Silliman repitió el experimento de Hare en 1813 y obtuvo pequeños gránulos del metal, que ardieron casi de inmediato.
En 1824, el físico danés Hans Christian Ørsted intentó producir el metal. Hizo reaccionar cloruro de aluminio anhidro con amalgama de potasio, obteniendo un trozo de metal de aspecto similar al estaño. En 1825 presentó sus resultados y demostró una muestra del nuevo metal. En 1826, escribió: «el aluminio tiene un brillo metálico y un color algo grisáceo y se descompone muy lentamente en el agua»; esto sugiere que había obtenido una aleación de aluminio y potasio, en lugar de aluminio puro. Ørsted dio poca importancia a su descubrimiento. No lo notificó ni a Davy ni a Berzelius, a quienes conocía, y publicó su trabajo en una revista danesa desconocida para el público europeo. Por ello, a menudo no se le atribuye el descubrimiento del elemento; algunas fuentes anteriores afirmaban que Ørsted no había aislado el aluminio.

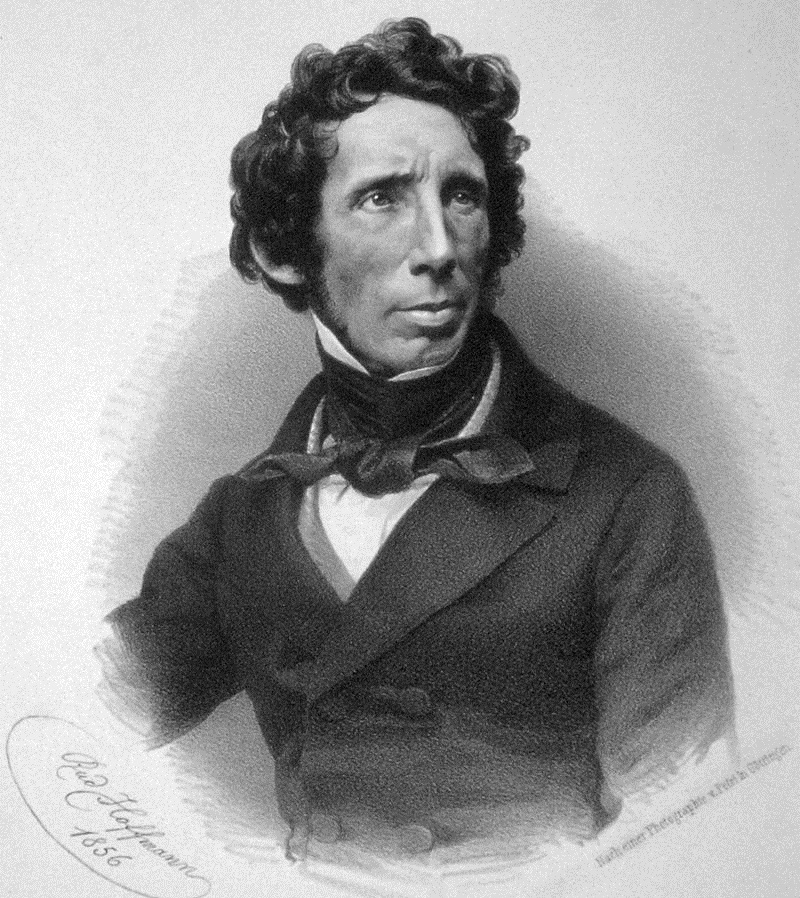
Friedrich Wöhler, investigador pionero de las propiedades del aluminio.

Berzelius intentó aislar el metal en 1825 lavando cuidadosamente el análogo potásico de la sal base en criolita en un crisol. Antes del experimento, había identificado correctamente la fórmula de esta sal como K3AlF6. No encontró ningún metal, pero su experimento estuvo muy cerca de tener éxito y se reprodujo con éxito muchas veces después. El error de Berzelius consistió en utilizar un exceso de potasio, lo que hizo que la solución fuera demasiado alcalina y disolviera todo el aluminio recién formado.
El químico alemán Friedrich Wöhler visitó a Ørsted en 1827 y recibió permiso explícito para continuar la investigación sobre el aluminio, para la que Ørsted «no tenía tiempo». Wöhler repitió los experimentos de Ørsted pero no identificó ningún aluminio. (Wöhler escribió más tarde a Berzelius: «lo que Oersted suponía que era un trozo de aluminio no era ciertamente más que potasio que contenía aluminio»). Realizó un experimento similar, mezclando cloruro de aluminio anhidro con potasio, y produjo un polvo de aluminio. Tras enterarse de esto, Ørsted sugirió que su propio aluminio podría haber contenido potasio. Wöhler continuó su investigación y en 1845 fue capaz de producir pequeños trozos del metal y describió algunas de sus propiedades físicas. La descripción de las propiedades de Wöhler indica que había obtenido aluminio impuro. Otros científicos tampoco consiguieron reproducir el experimento de Ørsted, y Wöhler fue acreditado como el descubridor durante muchos años. Aunque Ørsted no se preocupó por la prioridad del descubrimiento, algunos daneses intentaron demostrar que había obtenido aluminio. En 1921, la razón de la incoherencia entre los experimentos de Ørsted y Wöhler fue descubierta por el químico danés Johan Fogh, quien demostró que el experimento de Ørsted había tenido éxito gracias al uso de una gran cantidad de cloruro de aluminio en exceso y de una amalgama con bajo contenido en potasio. En 1936, científicos de la empresa estadounidense productora de aluminio Alcoa recrearon con éxito ese experimento. Sin embargo, muchas fuentes posteriores siguen atribuyendo a Wöhler el descubrimiento del aluminio, así como su aislamiento con éxito en una forma relativamente pura.

## Inicio de la producción industrial

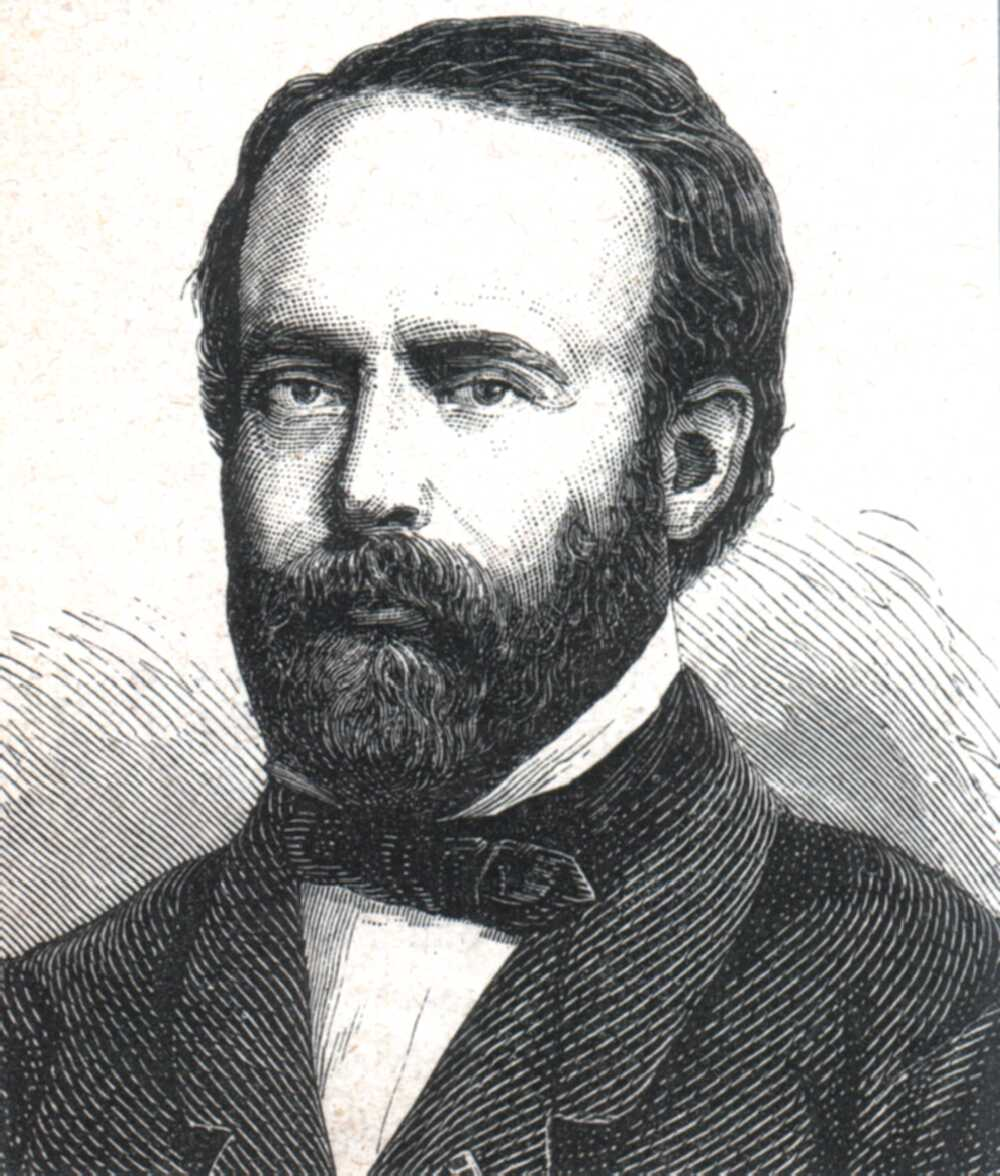
Henri Étienne Sainte-Claire Deville fue el primero en establecer un método para fabricar aluminio.

Mi primer pensamiento fue que había puesto mis manos sobre este metal intermedio que encontraría su lugar en los usos y necesidades del hombre cuando encontráramos la manera de sacarlo del laboratorio de los químicos y ponerlo en la industria.

Prefacio de Aluminio, propiedades, fabricación y aplicaciones, libro escrito por el químico francés Henri Étienne Sainte-Claire Deville en 1859.
Como el método de Wöhler no podía producir grandes cantidades de aluminio, el metal siguió siendo poco común; su coste había superado al del oro antes de que se ideara un nuevo método. En 1852, el aluminio se vendía a 34 dólares la onza. En comparación, el precio del oro en aquella época era de 19 dólares la onza.
El químico francés Henri Étienne Sainte-Claire Deville anunció un método industrial de producción de aluminio en 1854 en la Academia de Ciencias de París. El cloruro de aluminio podía reducirse con sodio, un metal más conveniente y menos caro que el potasio utilizado por Wöhler. Deville consiguió producir un lingote del metal. Napoleón III de Francia prometió a Deville una subvención ilimitada para la investigación del aluminio; en total, Deville empleó 36.000 francos franceses, 20 veces los ingresos anuales de una familia normal. El interés de Napoleón por el aluminio residía en su potencial uso militar: deseaba que las armas, cascos, armaduras y otros equipos para el ejército francés pudieran fabricarse con el nuevo metal ligero y brillante. Aunque el metal aún no estaba a la vista del público, se dice que Napoleón celebró un banquete en el que los invitados más honrados recibieron utensilios de aluminio, mientras que los demás se contentaron con oro.
Más tarde, doce pequeños lingotes de aluminio se expusieron por primera vez al público en la Exposición Universal de 1855. El metal se presentó como «la plata de la arcilla» (el aluminio es muy parecido a la plata visualmente), y este nombre pronto se generalizó. Llamó mucho la atención; se sugirió utilizar el aluminio en las artes, la música, la medicina, la cocina y la vajilla. Los escritores vanguardistas de la época (Charles Dickens, Nikolay Chernyshevsky y Julio Verne) se fijaron en el metal y previeron su uso en el futuro. Sin embargo, no toda la atención fue favorable. Los periódicos escribieron: «La exposición parisina puso fin al cuento de hadas de la plata de arcilla», afirmando que gran parte de lo que se había dicho sobre el metal era exagerado, si no falso, y que la cantidad del metal presentado (alrededor de un kilogramo) contrastaba con lo que se había esperado y era «poco para un descubrimiento del que se decía que iba a poner el mundo patas arriba». En general, la feria condujo a la eventual comercialización del metal. Ese año, el aluminio salió al mercado a un precio de 300 F el kilogramo. En la siguiente feria de París, en 1867, se presentó a los visitantes alambre y papel de aluminio, así como una nueva aleación: el bronce de aluminio, notable por su bajo coste de producción, su alta resistencia a la corrosión y sus deseables propiedades mecánicas.

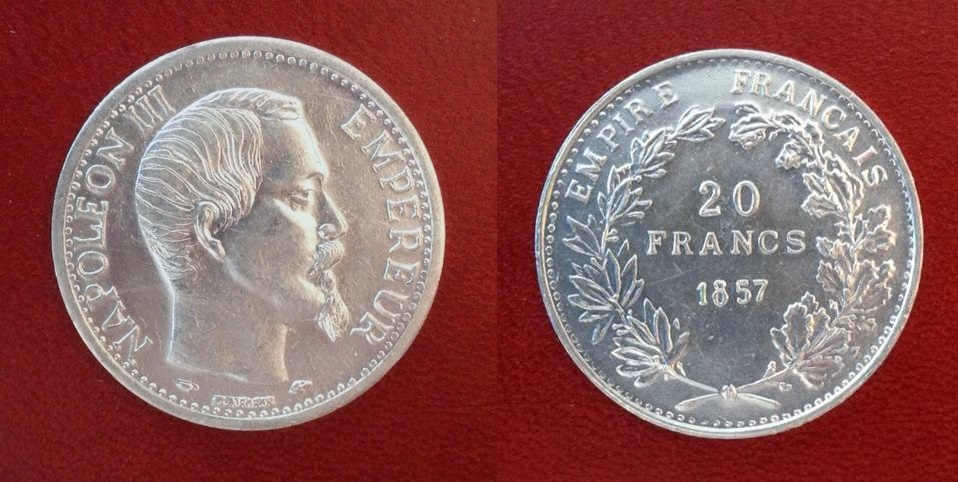
Moneda de aluminio de 20 francos franceses de 1857 con el retrato de Napoleón III de Francia, mecenas de la investigación de la producción de aluminio.

Los fabricantes no deseaban desviar recursos de la producción de metales conocidos (y comercializables), como el hierro y el bronce, para experimentar con uno nuevo; además, el aluminio producido aún no era de gran pureza y difería en sus propiedades según la muestra. Esto provocó una reticencia general inicial a producir el nuevo metal. Deville y sus socios establecieron la primera producción industrial de aluminio del mundo en una fundición de Rouen en 1856. La fundición de Deville se trasladó ese año a La Glacière y luego a Nanterre, y en 1857 a Salindres. En la fábrica de Nanterre se registró una producción de 2 kilogramos de aluminio al día, con una pureza del 98%. Al principio, la producción se iniciaba con la síntesis de alúmina pura, que se obtenía de la calcinación del alumbre de amonio. En 1858, Deville conoció la bauxita y pronto desarrolló lo que se conoció como el proceso Deville, empleando el mineral como fuente para la producción de alúmina. En 1860, Deville vendió sus intereses en el aluminio a Henri Merle, fundador de la Compagnie d'Alais et de la Camargue; esta empresa dominó el mercado del aluminio en Francia décadas más tarde.

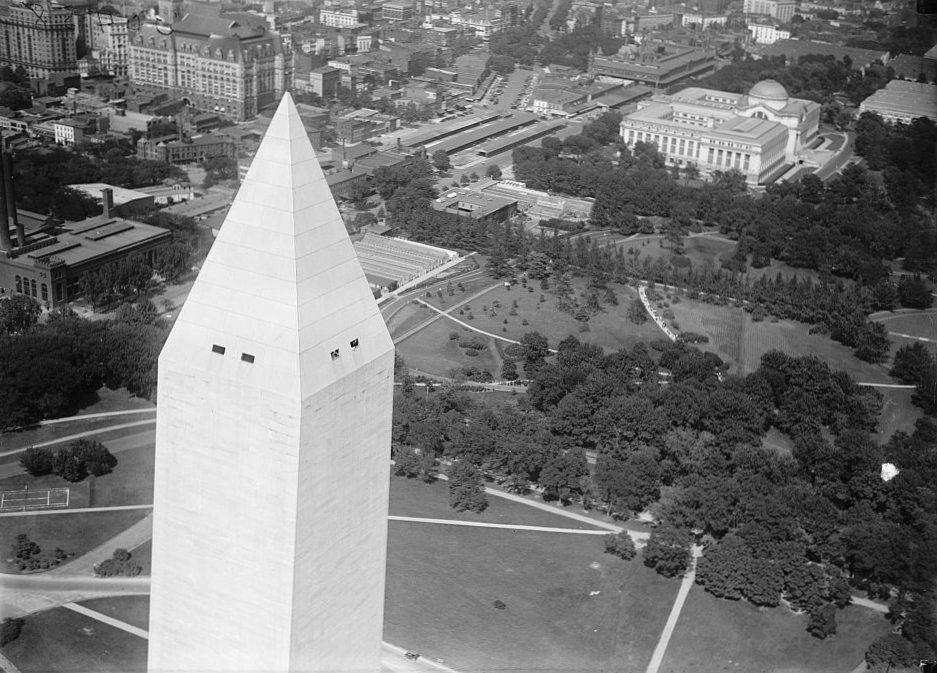
En 1884 se fabricó en aluminio la piedra de coronación del Monumento a Washington (Washington, D.C.), de 2,85 kilos. En aquella época, era la pieza de aluminio más grande jamás fundida.

Algunos químicos, entre ellos Deville, intentaron utilizar criolita como mineral de partida, pero con escaso éxito. El ingeniero británico William Gerhard creó una planta con criolita como materia prima principal en Battersea, Londres, en 1856, pero las dificultades técnicas y financieras obligaron a cerrar la planta en tres años. El maestro siderúrgico británico Isaac Lowthian Bell produjo aluminio de 1860 a 1874. Durante la inauguración de su fábrica, saludó a la multitud con un exclusivo y costoso sombrero de copa de aluminio. No se pueden recuperar estadísticas sobre esta producción, pero «no pueden ser muy elevadas». La producción de Deville aumentó a una tonelada métrica al año en 1860; 1,7 toneladas métricas en 1867; y 1,8 toneladas métricas en 1872. En aquella época, la demanda de aluminio era baja: por ejemplo, las ventas de aluminio de Deville por parte de sus agentes británicos ascendieron a 15 kilogramos en 1872. En aquella época, el aluminio se comparaba a menudo con la plata; al igual que ésta, se consideraba adecuado para fabricar joyas y objetos de arte. El precio del aluminio no dejó de bajar: 240 F en 1859; 200 F en 1862; 120 F en 1867.
En la década de 1880 comenzaron a aparecer otros centros de producción. El ingeniero británico James Fern Webster lanzó la producción industrial de aluminio por reducción con sodio en 1882; su aluminio era mucho más puro que el de Deville (contenía un 0,8% de impurezas mientras que el de Deville solía contener un 2%). La producción mundial de aluminio en 1884 ascendió a 3,6 toneladas métricas. En 1884, el arquitecto estadounidense William Frishmuth combinó la producción de sodio, alúmina y aluminio en un único proceso tecnológico; esto contrastaba con la necesidad anterior de recoger sodio, que arde en el agua y a veces en el aire; su coste de producción de aluminio era de unos 16 dólares la libra (compárese con el coste de la plata, 19 dólares la libra, o con el precio francés, equivalente a 12 dólares la libra). En 1885, la Aluminium- und Magnesiumfabrik inició la producción en Hemelingen. Sus cifras de producción superaban con creces las de la fábrica de Salindres, pero ésta cesó la producción en 1888. En 1886, el ingeniero estadounidense Hamilton Castner ideó un método de producción de sodio más barato, que reducía el coste de producción del aluminio a 8 $ la libra, pero no disponía de capital suficiente para construir una gran fábrica como la de Deville. En 1887, construyó una fábrica en Oldbury; Webster construyó una planta cerca y compró el sodio de Castner para utilizarlo en su propia producción de aluminio. En 1889, el metalúrgico alemán Curt Netto lanzó un método de reducción de criolita con sodio que producía aluminio con un 0,5-1,0% de impurezas.

## Producción y comercialización de electrolitos
Conseguiré ese metal.

Supuestamente, el estudiante estadounidense Charles Martin Hall en 1880, tras oír de su profesor de química que una producción industrial de aluminio sería un gran bien para la humanidad y una fuente de riqueza para el descubridor
En 1854, el químico alemán Robert Wilhelm Bunsen y Deville produjeron por primera vez aluminio por electrólisis de forma independiente. Sus métodos no se convirtieron en la base de la producción industrial de aluminio porque los suministros eléctricos eran ineficaces en aquella época. Esto no cambió hasta que el ingeniero belga Zénobe-Théophile Gramme inventó la dinamo en 1870, que hizo posible la creación de grandes cantidades de electricidad. La invención de la corriente trifásica por el ingeniero ruso Mikhail Dolivo-Dobrovolsky en 1889 hizo posible la transmisión de esta electricidad a largas distancias. Poco después de su descubrimiento, Bunsen se dedicó a otras áreas de interés, mientras que Napoleón III se fijó en el trabajo de Deville, que había iniciado una investigación sobre la producción de aluminio financiada por Napoleón. Deville no tardó en darse cuenta de que la producción electrolítica era poco práctica en aquel momento y se pasó a los métodos químicos, presentando los resultados ese mismo año.
La producción electrolítica en serie seguía siendo difícil porque los baños electrolíticos no soportaban el contacto prolongado con las sales fundidas, sucumbiendo a la corrosión. El primer intento de superar este problema en la producción de aluminio fue obra del ingeniero estadounidense Charles Bradley en 1883. Bradley calentaba las sales de aluminio internamente: la temperatura más alta se situaba en el interior del baño y la más baja en sus paredes, donde las sales se solidificaban y protegían el baño. Bradley vendió su patente a los hermanos Alfred y Eugene Cowles, que la utilizaron en un horno de fundición en Lockport y más tarde en Stoke-upon-Trent, pero el método se modificó para obtener aleaciones en lugar de aluminio puro. Bradley solicitó la patente en 1883; debido a la amplitud de su redacción, fue rechazada por estar compuesta por estado del arte. Tras una necesaria pausa de dos años, volvió a solicitarla. Este proceso duró seis años, ya que la oficina de patentes se preguntaba si las ideas de Bradley eran originales. Cuando Bradley obtuvo la patente, la producción de aluminio electrolítico ya llevaba varios años en marcha.
El primer método de producción a gran escala fue desarrollado de forma independiente por el ingeniero francés Paul Héroult y el ingeniero estadounidense Charles Martin Hall en 1886; actualmente se conoce como proceso Hall-Héroult. La electrólisis de la alúmina pura es poco práctica, dado su altísimo punto de fusión; tanto Héroult como Hall se dieron cuenta de que podía reducirse considerablemente con la presencia de criolita fundida. Héroult obtuvo la patente en Francia en abril y posteriormente en otros países europeos; también solicitó la patente en EE. UU. en mayo. Tras obtener la patente, Héroult no encontró interés en su invento. Al pedir consejo a los profesionales, le dijeron que no había demanda de aluminio, pero sí de bronce alumínico. La fábrica de Salindres no quiso mejorar su proceso. En 1888, Héroult y sus compañeros fundan Aluminium Industrie Aktiengesellschaft e inician la producción industrial de bronce de aluminio en Neuhausen am Rheinfall. A continuación, se funda en París la Société électrométallurgique française. Convencen a Héroult para que regrese a Francia, compran sus patentes y le nombran director de una fundición en Isère, que produce bronce alumínico a gran escala al principio y aluminio puro en pocos meses.

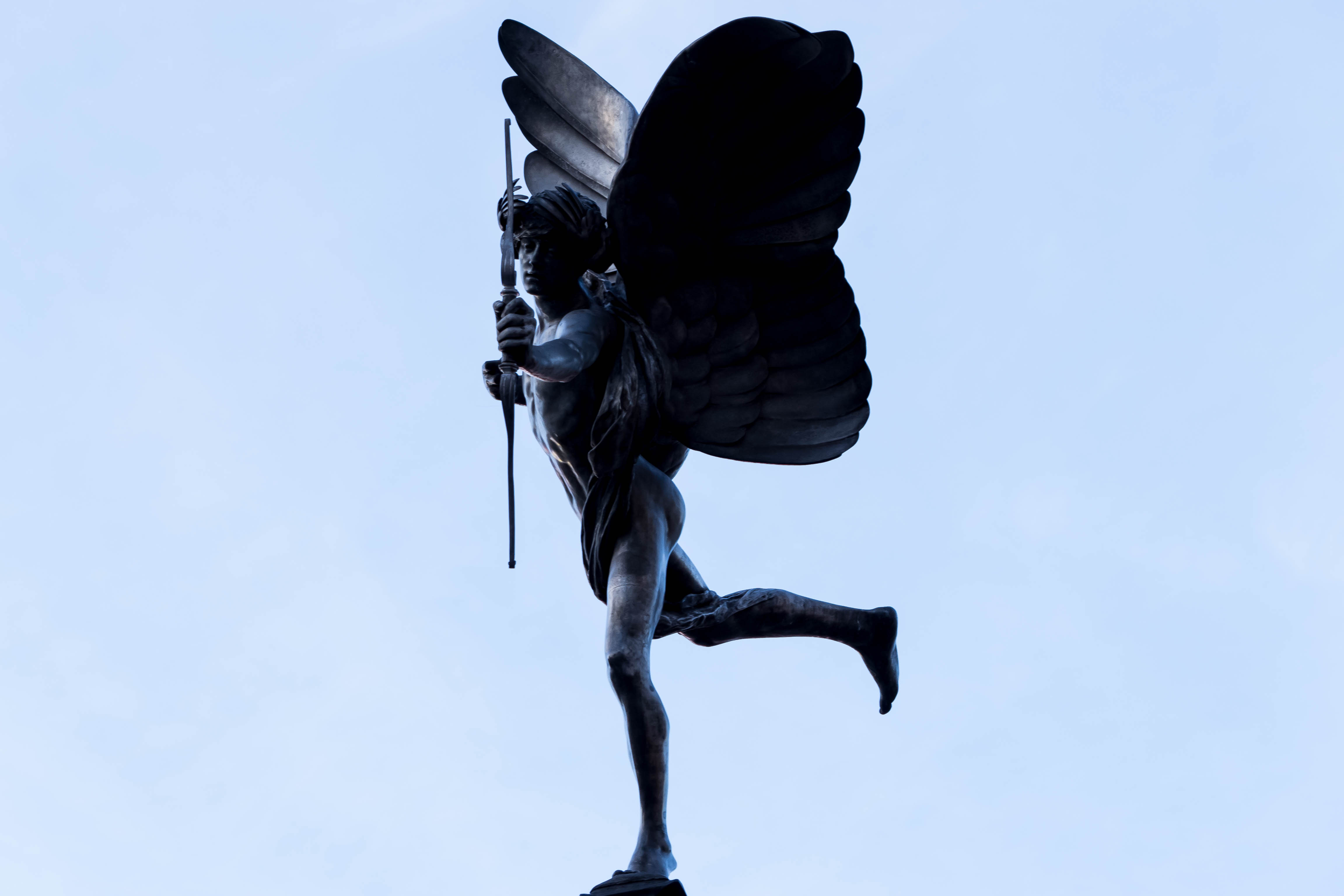
Estatua de Anteros, dios griego del amor correspondido, en Piccadilly Circus, Londres. Esta estatua se erigió en 1893 y se considera la primera gran obra realizada en aluminio.

Al mismo tiempo, Hall producía aluminio por el mismo procedimiento en su casa de Oberlin. Solicitó la patente en julio y la oficina de patentes notificó a Hall una «interferencia» con la solicitud de Héroult. Los hermanos Cowles le ofrecieron apoyo legal. Para entonces, Hall no había logrado desarrollar un proceso comercial para sus primeros inversores y se dedicó a experimentar en el horno de fundición de los Cowles en Lockport. Experimentó durante un año sin mucho éxito, pero se ganó la atención de los inversores. Hall cofundó la Pittsburgh Reduction Company en 1888 e inició la producción de aluminio. La patente de Hall fue concedida en 1889. En 1889, la producción de Hall comenzó a utilizar el principio de calentamiento interno. En septiembre de 1889, la producción de Hall alcanzó las 385 libras (175 kilogramos) a un coste de 0,65 dólares la libra. En 1890, la empresa de Hall seguía careciendo de capital y no pagaba dividendos; Hall tuvo que vender algunas de sus acciones para atraer inversiones. Durante ese año se construyó una nueva fábrica en Patricroft. La fundición de Lockport no pudo resistir la competencia y cerró en 1892.
El proceso Hall-Héroult convierte la alúmina en metal. El químico austriaco Carl Josef Bayer descubrió en 1888, en una fábrica textil de San Petersburgo, una forma de purificar la bauxita para obtener alúmina, que patentó ese mismo año; ahora conocida como el proceso Bayer. Bayer sinterizó la bauxita con álcali y la lixivió con agua; tras agitar la solución e introducir en ella un agente de siembra, encontró un precipitado de hidróxido de aluminio puro, que se descompuso en alúmina al calentarse. En 1892, mientras trabajaba en una planta química de Yelabuga, descubrió que el contenido de aluminio de la bauxita se disolvía en el alcalino sobrante del aislamiento de los sólidos de alúmina; esto fue crucial para el empleo industrial de este método. Ese mismo año obtuvo la patente.

Producción mundial de aluminio de 1885 a 1899.

La cantidad total de aluminio sin alear producido con el método químico de Deville entre 1856 y 1889 fue de 200 toneladas métricas. Sólo en 1890 la producción fue de 175 toneladas métricas. Esto aumentó a 715 toneladas métricas en 1893 y a 4.034 toneladas métricas en 1898. El precio cayó a 2 dólares la libra en 1889 y a 0,5 dólares la libra en 1894.
A finales de 1889, se había logrado una pureza elevada y constante del aluminio producido por electrólisis. En 1890, la fábrica de Webster quedó obsoleta tras la apertura de una fábrica de electrólisis en Inglaterra. La principal ventaja de Netto, la gran pureza del aluminio resultante, se vio superada por el aluminio electrolítico y su empresa cerró al año siguiente. La Compagnie d'Alais et de la Camargue también decidió pasarse a la producción electrolítica, y su primera planta que utilizaba este método se inauguró en 1895.
La producción moderna del aluminio se basa en los procesos Bayer y Hall-Héroult. En 1920, un equipo dirigido por el químico sueco Carl Wilhelm Söderberg lo perfeccionó. Anteriormente, los electrodos anódicos se fabricaban con bloques de carbón precocidos, que se corrompían rápidamente y debían sustituirse; el equipo introdujo electrodos continuos fabricados con una pasta de coque y alquitrán en una cámara de reducción. Este avance incrementó enormemente la producción mundial de aluminio.

## Uso masivo
Denos aluminio en la cantidad adecuada y podremos luchar otros cuatro años.

Dirigente soviético Joseph Stalin a Harry Hopkins, representante personal del presidente estadounidense Franklin D. Roosevelt, en agosto de 1941.

Precios nominales (en dólares estadounidenses contemporáneos, en azul) y reales (en dólares estadounidenses de 1998, en rojo) del aluminio desde 1900.

Los precios del aluminio bajaron y, a principios de la década de 1890, el metal se había generalizado en joyería, monturas de gafas, instrumentos ópticos y muchos artículos de uso cotidiano. Los utensilios de cocina de aluminio empezaron a fabricarse a finales del siglo XIX y fueron sustituyendo a los de cobre y hierro fundido en las primeras décadas del siglo XX. En esa época se popularizó el papel de aluminio. El aluminio es blando y ligero, pero pronto se descubrió que aleándolo con otros metales podía aumentar su dureza conservando su baja densidad. Las aleaciones de aluminio encontraron muchos usos a finales del siglo XIX y principios del XX. Por ejemplo, el bronce de aluminio se aplica para fabricar bandas flexibles, chapas y alambre, y se emplea ampliamente en las industrias naval y aeronáutica. La aviación utilizó una nueva aleación de aluminio, el duraluminio, inventada en 1903. El reciclado del aluminio comenzó a principios del siglo XX y se ha utilizado ampliamente desde entonces, ya que el aluminio no se deteriora con el reciclado y, por tanto, puede reciclarse repetidamente. En ese momento, sólo se reciclaba el metal que no había sido utilizado por los consumidores finales. Durante la Primera Guerra Mundial, los principales gobiernos exigieron grandes cargamentos de aluminio para fabricar fuselajes ligeros y resistentes. A menudo subvencionaban las fábricas y los sistemas de suministro eléctrico necesarios. La producción total de aluminio alcanzó su máximo durante la guerra: la producción mundial de aluminio en 1900 fue de 6.800 toneladas métricas; en 1916, la producción anual superó las 100.000 toneladas métricas. La guerra creó una mayor demanda de aluminio, que la creciente producción primaria no pudo satisfacer plenamente, y el reciclaje también creció intensamente. Al pico de producción le siguió un declive, y después un rápido crecimiento.

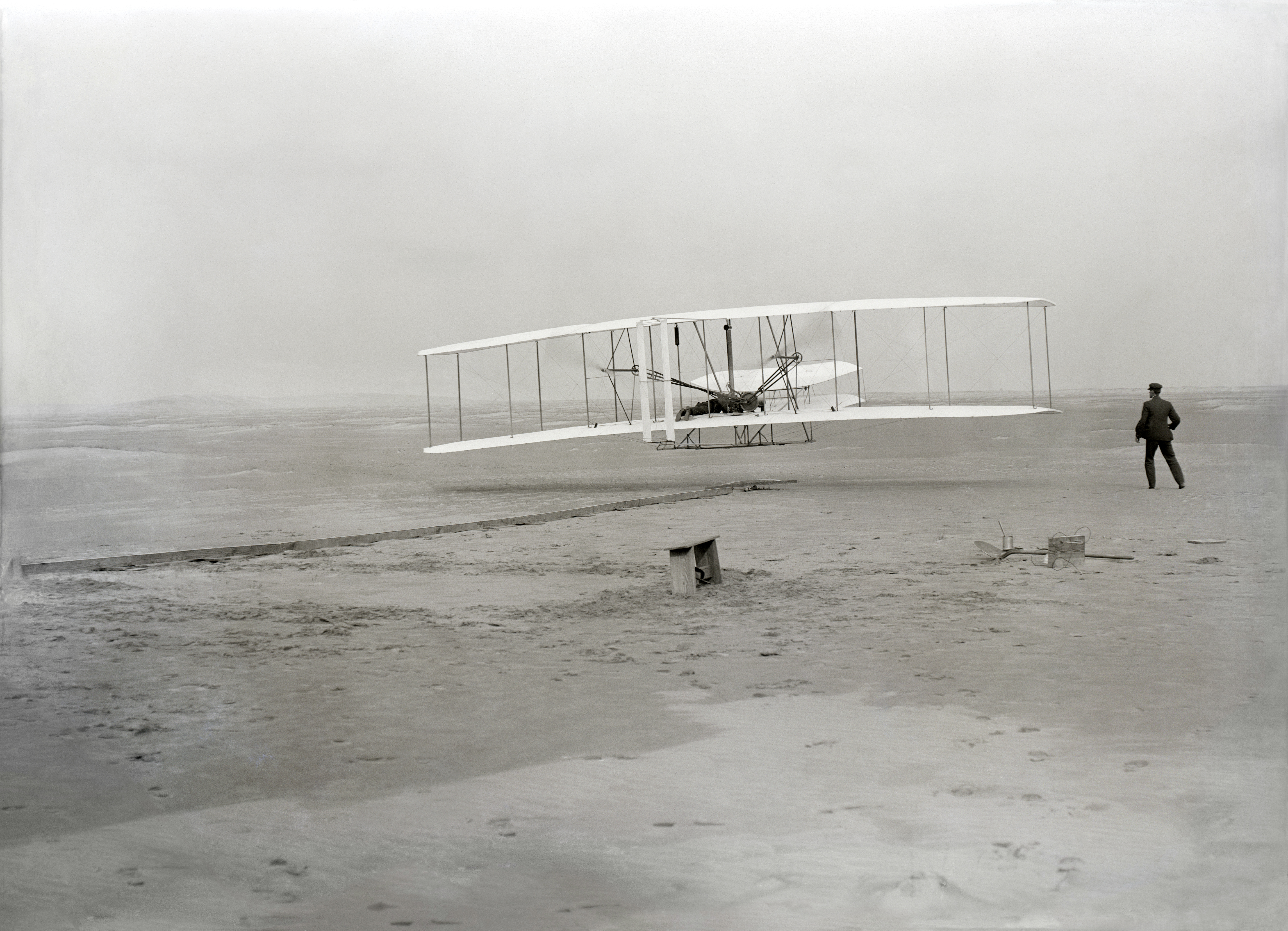
El primer vuelo de aviación fue realizado por los hermanos Wright en 1903. Se necesitaba un material ligero y resistente para el motor del Wright Flyer; se utilizó aluminio ligero aleado con cobre para darle resistencia.

Durante la primera mitad del siglo XX, el precio real del aluminio descendió continuamente de 14.000 dólares por tonelada métrica en 1900 a 2.340 dólares en 1948 (en dólares estadounidenses de 1998). Hubo algunas excepciones, como la fuerte subida de precios durante la Primera Guerra Mundial. El aluminio era abundante, y en 1919 Alemania empezó a sustituir sus monedas de plata por otras de aluminio; cada vez más denominaciones se pasaron a monedas de aluminio a medida que la hiperinflación avanzaba en el país. A mediados del siglo XX, el aluminio ya formaba parte de la vida cotidiana, convirtiéndose en un componente esencial de los artículos para el hogar. Los vagones de mercancías de aluminio aparecieron por primera vez en 1931. Su menor masa les permitía transportar más carga. Durante la década de 1930, el aluminio emergió como material de ingeniería civil utilizado tanto en la construcción básica como en el interior de edificios. Esto avanzó su uso en ingeniería militar, tanto para aviones como para motores de tanques.
El aluminio obtenido a partir del reciclado se consideraba inferior al primario debido a un control químico más deficiente, así como a la escasa eliminación de desechos y escorias. El reciclaje creció en general, pero dependía en gran medida del rendimiento de la producción primaria: por ejemplo, al bajar los precios de la energía eléctrica en Estados Unidos a finales de la década de 1930, se pudo producir más aluminio primario mediante el proceso Hall-Héroult, de alto coste energético. Esto hizo que el reciclado fuera menos necesario y, por tanto, las tasas de reciclado de aluminio disminuyeron. En 1940 ya se había iniciado el reciclado masivo de aluminio postconsumo.

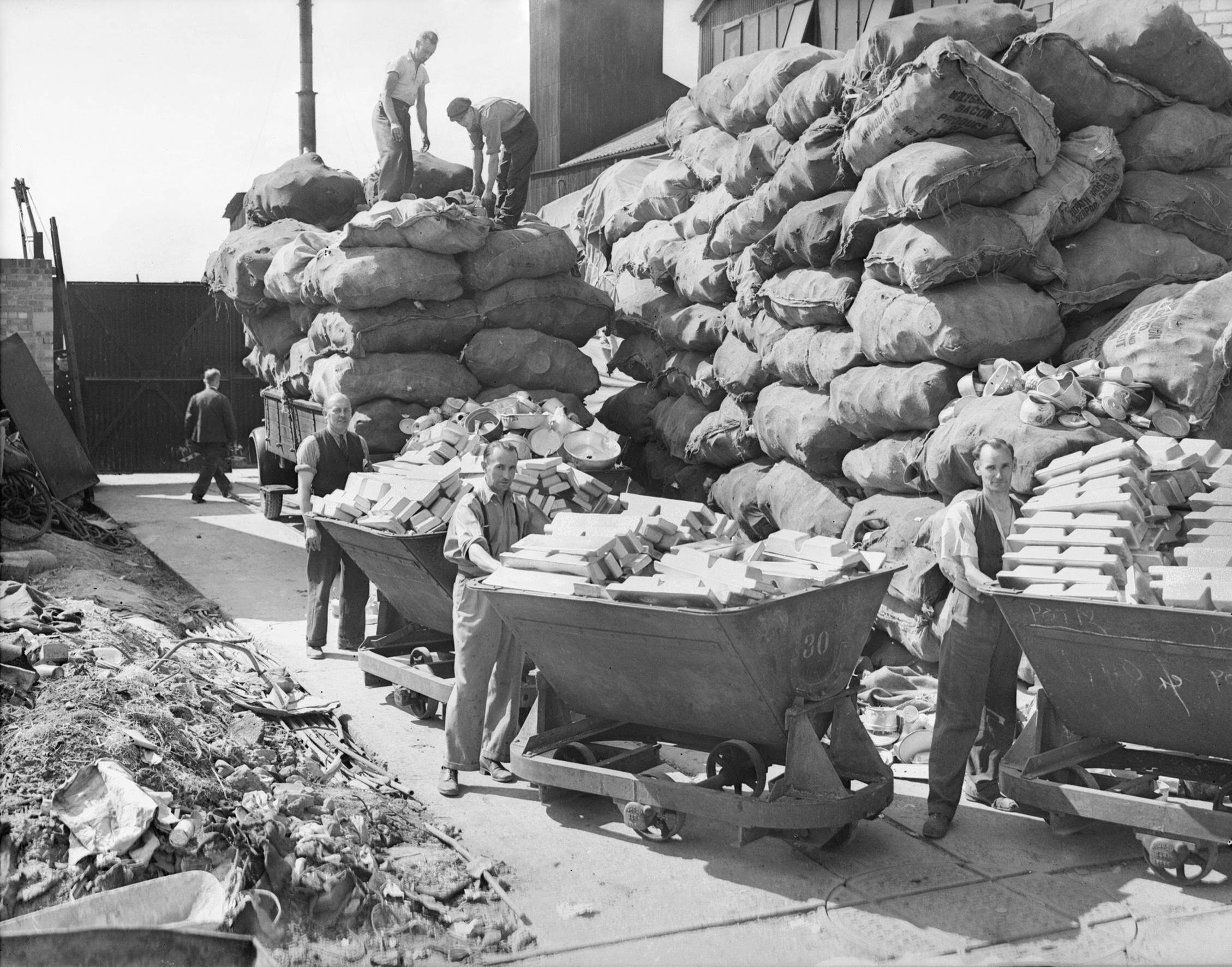
Durante la Segunda Guerra Mundial, los británicos recogieron utensilios de aluminio de los hogares. El aluminio se utilizaba para fabricar aviones.

Durante la Segunda Guerra Mundial, la producción volvió a alcanzar su punto álgido, superando por primera vez el millón de toneladas métricas en 1941. El aluminio se utilizaba mucho en la producción aeronáutica y era un material estratégico de extrema importancia; tanto es así que cuando Alcoa (sucesora de la Pittsburgh Reduction Company de Hall y monopolista de la producción de aluminio en Estados Unidos en aquella época) no amplió su producción, el Secretario del Interior de Estados Unidos proclamó en 1941: «Si Estados Unidos pierde la guerra, puede agradecérselo a la Aluminum Corporation of America». En 1939, Alemania era el primer productor mundial de aluminio; los alemanes veían así en el aluminio su baza en la guerra. Las monedas de aluminio siguieron utilizándose, pero si bien simbolizaban un declive en el momento de su introducción, en 1939 habían pasado a representar el poder. En 1941, empezaron a retirarse de la circulación para ahorrar el metal para necesidades militares. Después de que el Reino Unido fuera atacado en 1940, inició un ambicioso programa de reciclaje de aluminio; el recién nombrado Ministro de Producción Aeronáutica hizo un llamado al público para que donara cualquier aluminio doméstico para la construcción de aviones. Entre 1941 y 1945, la Unión Soviética recibió 328.100 toneladas métricas de aluminio de sus compañeros de combate; este aluminio se utilizó en motores de aviones y tanques. Sin esto, la producción de la industria aeronáutica soviética habría tenido un menor éxito.
Tras el cumbre de la guerra, la producción mundial descendió durante tres años de finales de la guerra y la posguerra, pero luego recuperó su rápido crecimiento. En 1954, la producción mundial ascendió a 2.810.000 toneladas métricas; esta producción superó a la del cobre, históricamente segundo en producción sólo por detrás del hierro, convirtiéndolo en el metal no ferroso más producido.

## Era del aluminio
Nada detiene el tiempo. Una época sigue a otra, y a veces ni nos damos cuenta. La Edad de Piedra... La Edad de Bronce... La Edad de Hierro... [...] Sin embargo, se puede afirmar que ahora nos encontramos en el umbral de la Era del Aluminio.

La empresa rusa productora de aluminio RUSAL en su libro Aluminium: The Thirteenth Element en 2007.

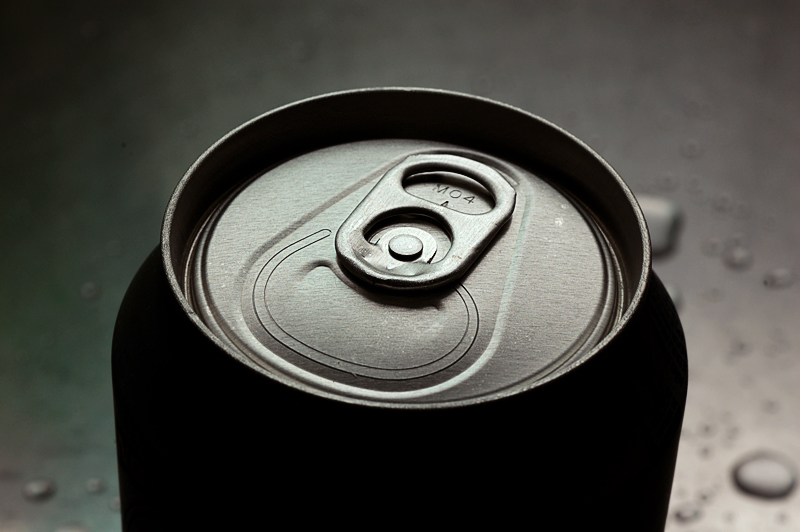
Lata de aluminio.

El primer satélite artificial de la Tierra, lanzado en 1957, consistía en dos semiesferas de aluminio unidas. Todas las naves espaciales posteriores han utilizado aluminio. La lata de aluminio se fabricó por primera vez en 1956 y se empleó como recipiente para bebidas en 1958. En los años 60, el aluminio se empleó para la producción de alambres y cables. Desde los años 70, los trenes de alta velocidad utilizan habitualmente aluminio por su elevada relación resistencia-peso. Por la misma razón, aumenta el contenido de aluminio de los automóviles.
En 1955, el mercado mundial estaba dominado por seis mayores compañías: Alcoa, Alcan (originada como parte de Alcoa), Reynolds, Kaiser, Pechiney (fusión de la Compagnie d'Alais et de la Camargue que compró la fundición de Deville y la Société électrométallurgique française que contrató a Héroult), y Alusuisse (sucesora de la Aluminium Industrie Aktien Gesellschaft de Héroult); su cuota combinada del mercado equivalía al 86%. A partir de 1945, el consumo de aluminio creció casi un 10% anual durante casi tres décadas, ganando terreno en las aplicaciones de la construcción, los cables eléctricos, las láminas básicas y la industria aeronáutica. A principios de los años setenta, el desarrollo de las latas de aluminio para bebidas supuso un impulso adicional. El precio real descendió hasta principios de los años 70; en 1973, el precio real era de 2.130 dólares por tonelada métrica (en dólares estadounidenses de 1998). Los principales impulsores de la caída del precio fueron el descenso de los costes de extracción y transformación, el progreso tecnológico y el aumento de la producción de aluminio, que superó por primera vez los 10.000.000 de toneladas métricas en 1971.

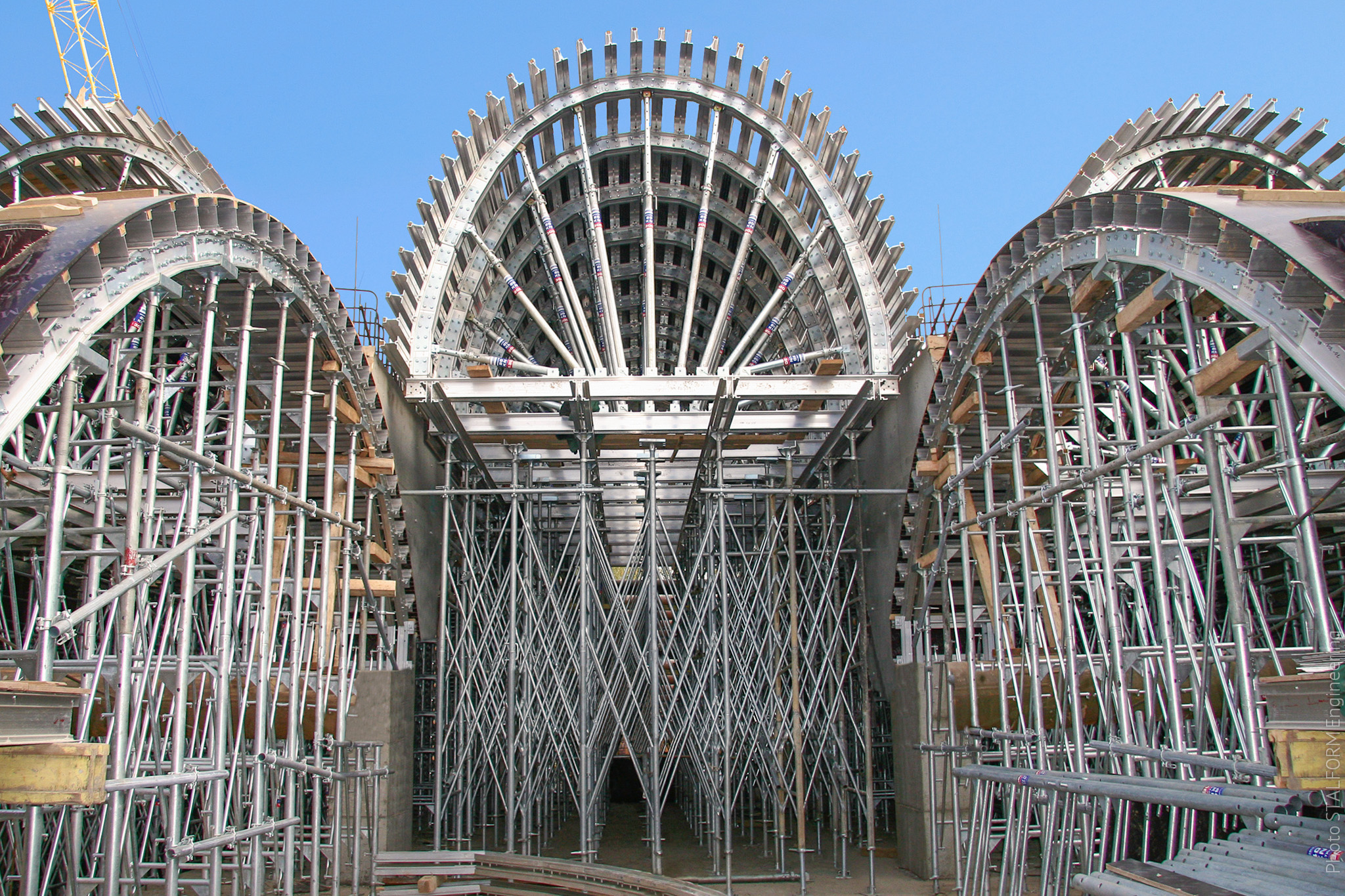
Encofrado de la estación Volokolamskaya del metro de Moscú.

A finales de la década de 1960, los gobiernos tomaron conciencia de los residuos de la producción industrial, y pusieron en vigor una serie de normativas que favorecían el reciclaje y la eliminación de residuos. Los ánodos Söderberg, que ahorran capital y mano de obra para hornear los ánodos pero son más perjudiciales para el medio ambiente (por la mayor dificultad para recoger y eliminar los humos de horneado),dejó de usarse, y la producción empezó a reorientarse hacia los ánodos precocidos. La industria del aluminio empezó a promover el reciclaje de latas de aluminio en un intento de evitar las restricciones que pesaban sobre ellas. Esto impulsó el reciclaje del aluminio utilizado anteriormente por los consumidores finales: por ejemplo, en Estados Unidos, los niveles de reciclaje de este tipo de aluminio aumentaron 3,5 veces de 1970 a 1980 y 7,5 veces hasta 1990. Los costes de producción del aluminio primario aumentaron en las décadas de 1970 y 1980, y esto también contribuyó al aumento del reciclaje del aluminio. Un control más estricto de la composición y la mejora de la tecnología de refinado disminuyeron la diferencia de calidad entre el aluminio primario y el secundario.
En la década de 1970, el aumento de la demanda de aluminio lo convirtió en una mercancía de intercambio; entró en la Bolsa de Metales de Londres, la bolsa de metales industriales más antigua del mundo, en 1978. Desde entonces, el aluminio se intercambia por dólares estadounidenses y su precio fluctúa junto con el tipo de cambio de la divisa. La necesidad de explotar yacimientos de menor calidad y el rápido aumento de los costes de los insumos energéticos, pero también de la bauxita, así como las variaciones de los tipos de cambio y la regulación de los gases de efecto invernadero, aumentaron el coste neto del aluminio; el precio real creció en la década de 1970.

Producción mundial de aluminio desde 1900.

El aumento del precio real, y los cambios de aranceles e impuestos, iniciaron la redistribución de las cuotas de los productores mundiales: Estados Unidos, la Unión Soviética y Japón representaban casi el 60% de la producción primaria mundial en 1972 (y su cuota combinada de consumo de aluminio primario también se acercaba al 60%); pero su cuota combinada sólo superaba ligeramente el 10% en 2012. El cambio de producción comenzó en la década de 1970 con el traslado de la producción de Estados Unidos, Japón y Europa Occidental a Australia, Canadá, Oriente Medio, Rusia y China, donde era más barata debido a los precios más bajos de la electricidad y a una regulación estatal favorable, como impuestos bajos o subvenciones. Los costes de producción en las décadas de 1980 y 1990 disminuyeron debido a los avances tecnológicos, la bajada de los precios de la energía y la alúmina, y los elevados tipos de cambio del dólar estadounidense.
En la década de 2000, la cuota combinada de los países BRIC (Brasil, Rusia, India y China) creció del 32,6% al 56,5% en producción primaria y del 21,4% al 47,8% en consumo primario. China ha acumulado una cuota especialmente grande de la producción mundial, gracias a la abundancia de recursos, la energía barata y los estímulos gubernamentales; también aumentó su cuota de consumo del 2% en 1972 al 40% en 2010. El único otro país con un porcentaje de dos dígitos fue Estados Unidos, con un 11%; ningún otro país superó el 5%. En Estados Unidos, Europa occidental y Japón, la mayor parte del aluminio se consumía en transporte, ingeniería, construcción y envasado.
A mediados de la década de 2000, el aumento de los precios de la energía, la alúmina y el carbono (utilizado en los ánodos) provocó un incremento de los costes de producción. Esto fue ampliado por un cambio en los tipos de cambio, no sólo un debilitamiento del dólar estadounidense, sino también un fortalecimiento del yuan chino. Este último se volvió importante, ya que la mayor parte del aluminio chino era relativamente barato.
La producción mundial siguió creciendo: en 2018, fue un récord de 63.600.000 toneladas métricas antes de caer ligeramente en 2019. El aluminio se produce en mayores cantidades que todos los demás metales no ferrosos juntos. Su precio real (en dólares estadounidenses de 1998) en 2019 fue de 1.400 dólares por tonelada métrica (2.190 dólares por tonelada en dólares contemporáneos).